# Orscholz

Blick vom Aussichtspunkt Cloef über der Saarschleife am frühen Morgen

Der Kurort Orscholz ist der größte Ortsteil der Gemeinde Mettlach im Landkreis Merzig-Wadern (Saarland). In dem heilklimatischen Luftkurort befinden sich eine Rehaklinik mit überregionaler Bedeutung, ein Waldspielplatz mit Biergarten und der Kurpark. Orscholz „Naturwahrzeichen“ ist die Cloef, ein felsiger Aussichtspunkt im Scheitel der Saarschleife.

## Geographie

### Lage
Orscholz liegt auf dem Saargau. Der obere Saargau ist der Höhenzug zwischen Saar und Mosel, er wird dort auch Moselgau genannt. Er beginnt im Süden bei Merzig und zieht sich westlich an der französischen Grenze entlang. Der nördliche Teil wird von der Mosel begrenzt und der Ostrand fällt steil zum Saartal hin ab. Die Gaulandschaft ist weit und hügelig. Orscholz ist der Hauptort des oberen Saargaus (Gemeinden Mettlach und Perl).

### Klima

Niederschlagsdiagramm

Der Jahresniederschlag beträgt 969 mm und liegt damit im oberen Fünftel der von den Messstellen des Deutschen Wetterdienstes erfassten Werte. Über 83 % zeigen niedrigere Werte an. Der trockenste Monat ist der April; am meisten regnet es im November. Im niederschlagreichsten Monat fällt ca. 1,4mal mehr Regen als im trockensten Monat. Die jahreszeitlichen Niederschlagsschwankungen liegen im unteren Drittel. In nur 13 % aller Orte schwankt der monatliche Niederschlag weniger.

## Geschichte
Die ältesten Quellen nennen den Ort Orkelsvels (Orkelsfelsen). Ein Franke namens Orko soll zu Zeiten Karls des Großen auf dem Gelände eine Burg erbaut haben.
Bis Ende 1973 war Orscholz eine eigenständige Gemeinde. Am 1. Januar 1974 wurde Orscholz in die Gemeinde Mettlach eingegliedert.

## Politik

### Ortsvorsteher
Ortsvorsteherin des Kurortes ist seit 2024 Silke Brausch (CDU).
Liste der Ortsvorsteher seit der Gemeindegebietsreform des Saarlandes 1974:
1974 -1975 Mius Kiefer (SPD), gewählt als letzter Bürgermeister der Gemeinde Orscholz und mit der Eingemeindung 1974 Ortsvorsteher
1975–1981 Kilian Kiefer (SPD)
1981–1989 Günter Schmitz (CDU)
1989–2012 Hermann Kiefer (SPD)
2012–2019 Jörg Zenner (SPD)
2019 - 2024 Manuel Kerber (CDU)

### Wappen
Blasonierung: „Von einem silbernen Schrägbalken, darin ein gestürzter roter Schlüssel mit Vierpassreite und linksgewandtem Bart, von Blau und Grün geteilt, oben eine silberne Pilgermuschel, unten eine silberne Kugelvase.“
Wappenerklärung: Orscholz gehörte bereits im Mittelalter zur Herrschaft Montclair. Die Herren von Montclair aus dem Hause Clermont haben als Wappen in Silber einen roten Schlüssel. Der Schlüssel mag gleichzeitig auf die volkstümliche Deutung des Namens Cloef (des bekanntesten Aussichtspunktes des Saarlandes) auf dem Banne von Orscholz hinweisen (nach franz.: la clef = der Schlüssel).
Das Lehen von Montclair erhielten 1427 die Herren von Sierck, deren Wappen „In Gold ein roter Schrägbalken, belegt mit drei silbernen Pilgermuscheln“ beschrieben war. Im Besitz dieser Familie und ihrer Erbnachfolger blieb auch Orscholz durch Jahrhunderte, weshalb eine silberne Jakobsmuschel in das obere blaue Feld gesetzt wurde.
Im unteren grünen Feld (unten und grün soll auf das von Orscholz aus gesehen tief unten liegende Tal hindeuten) steht eine silberne Vase, weil die Gemeinde Orscholz in den letzten hundert Jahren durch die Beschäftigung vieler Bewohner in der keramischen Industrie in Mettlach einen starken wirtschaftlichen Aufschwung genommen hat.

## Sehenswertes
- Cloef
- Orkelsfels
- Orscholzriegel des Westwalls

Das Cloef-Atrium

- Cloef-Atrium, architektonisch anspruchsvolles Veranstaltungs- und Tagungszentrum an der Saarschleife[4]
- Premium-Wanderwege Steinbachtal und Kollesleuker Schweiz
- Baumwipfelpfad Saarschleife mit ca. 42 Meter hohem Aussichtsturm[5]

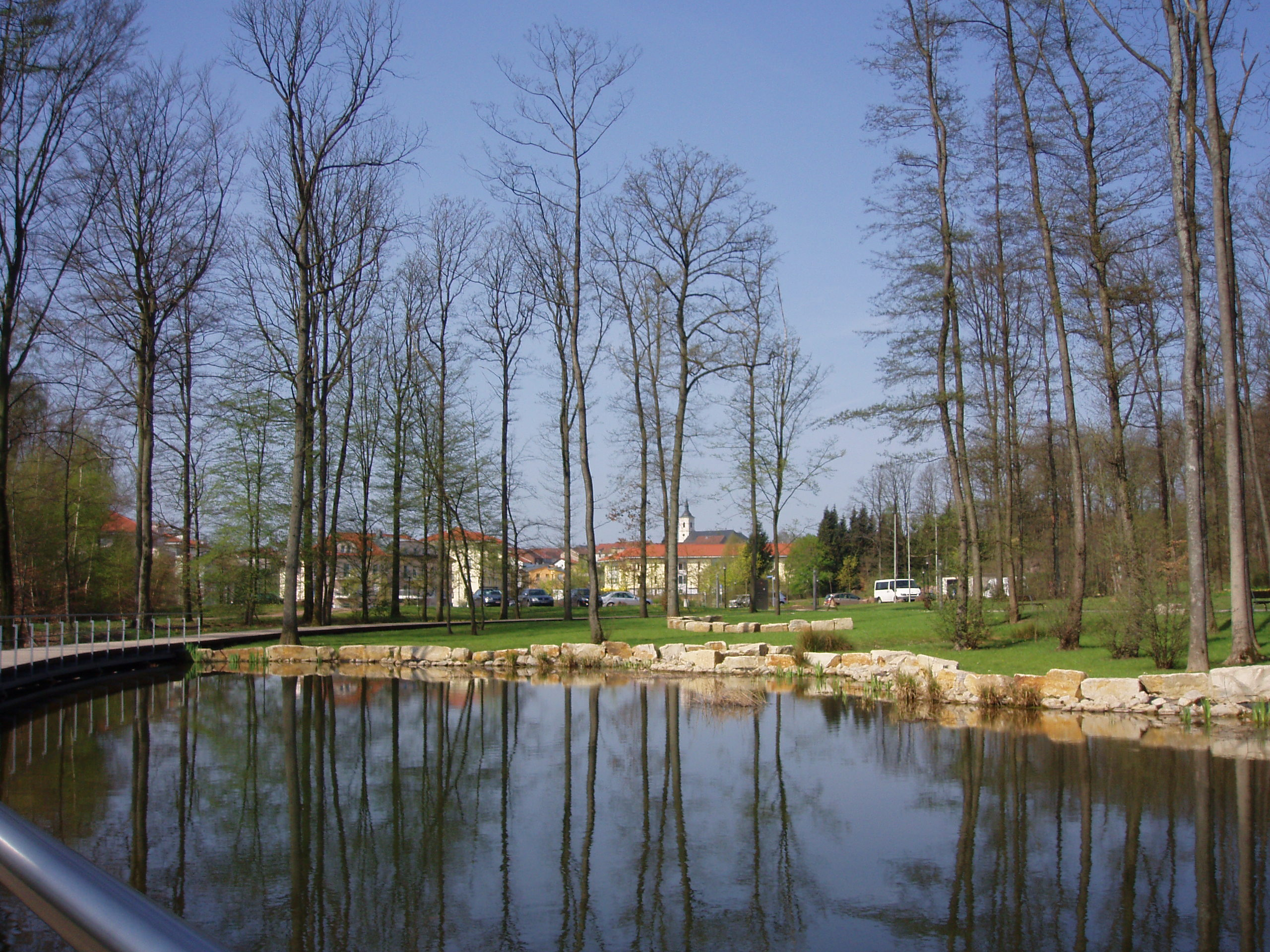
Blick auf Orscholz vom Cloef-Atrium
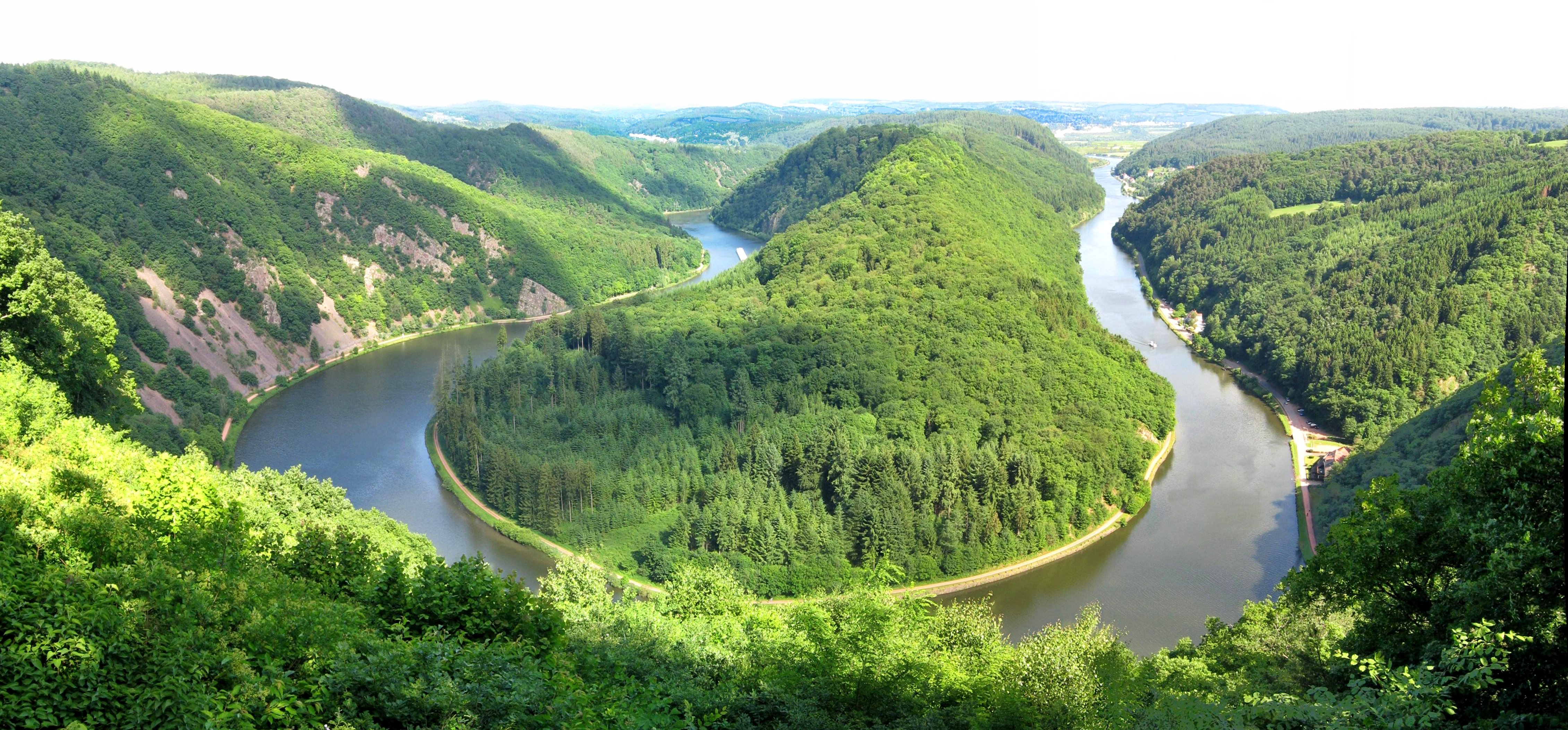
Blick auf die Saarschleife
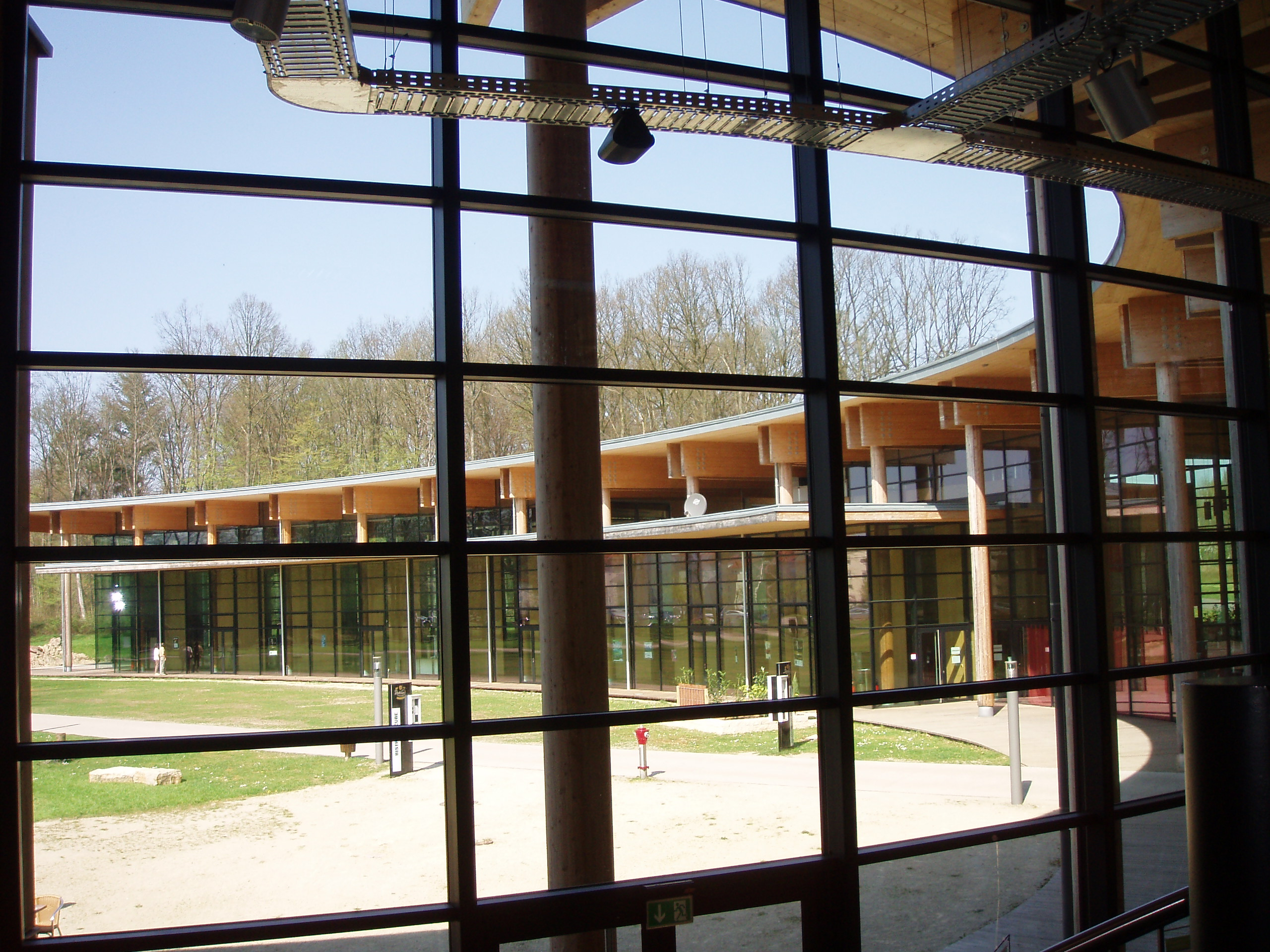
Das Cloef-Atrium (Innenansicht)
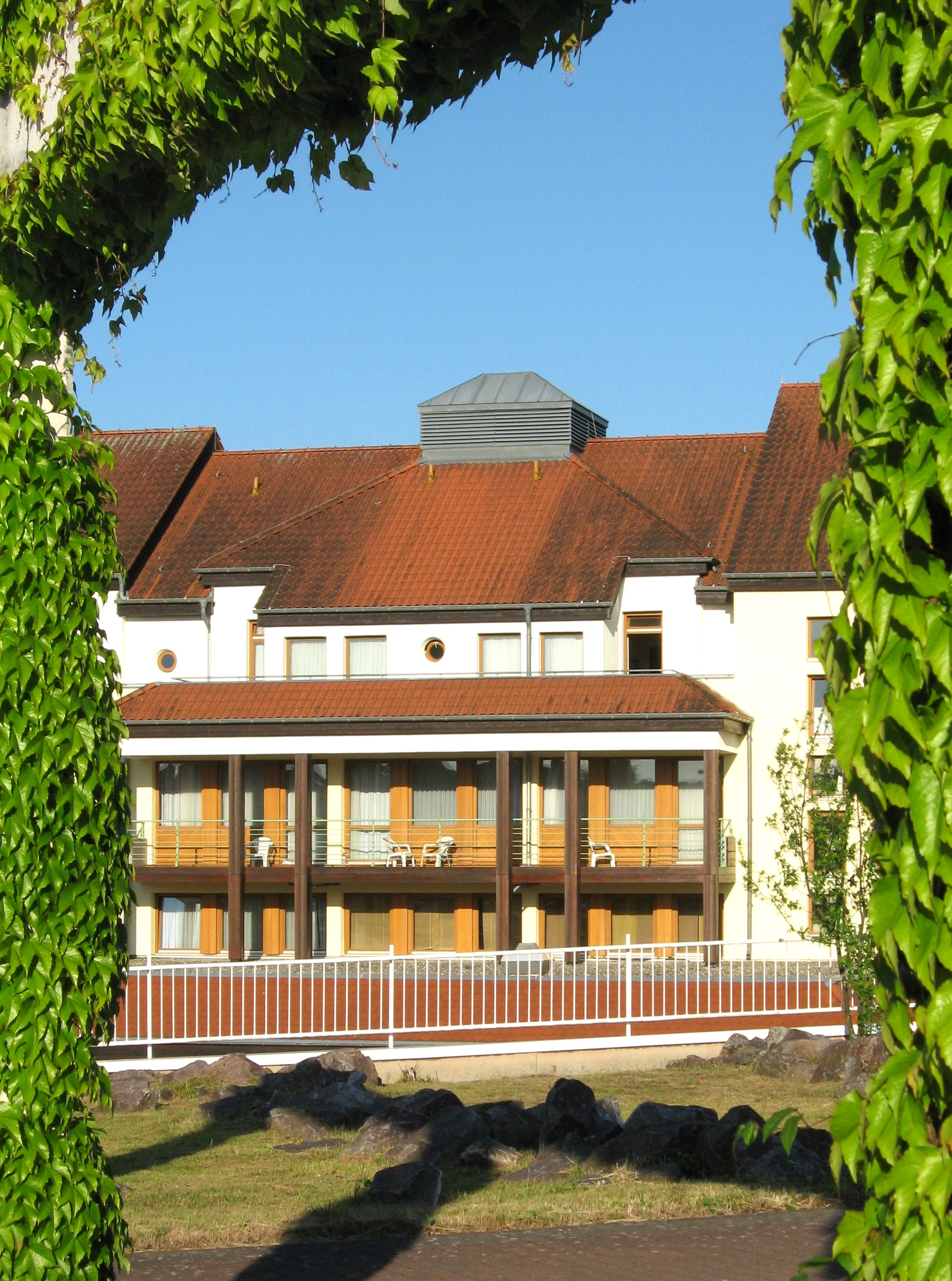
Reha-Klinik
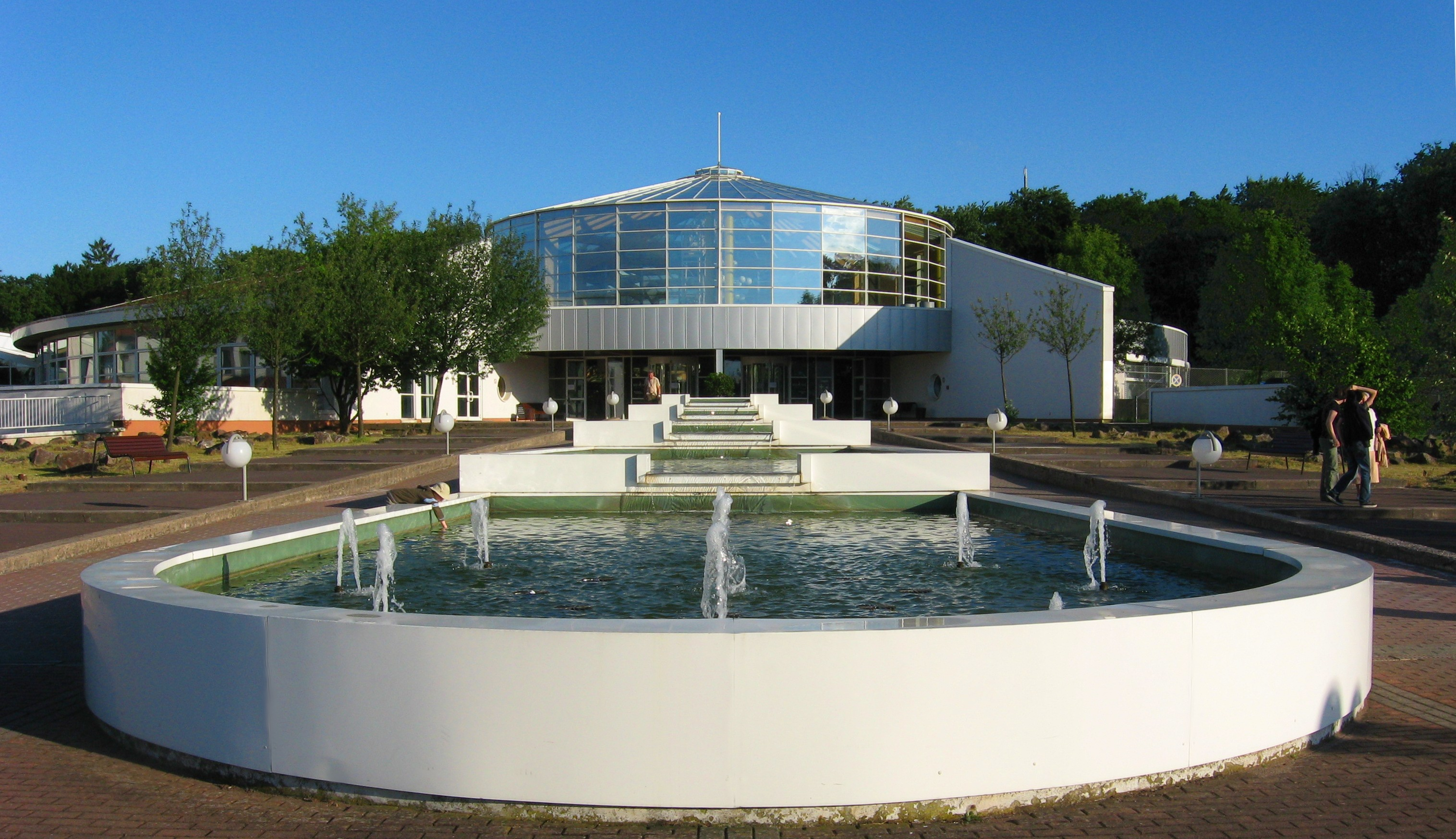
Brunnen bei der Reha-Klinik
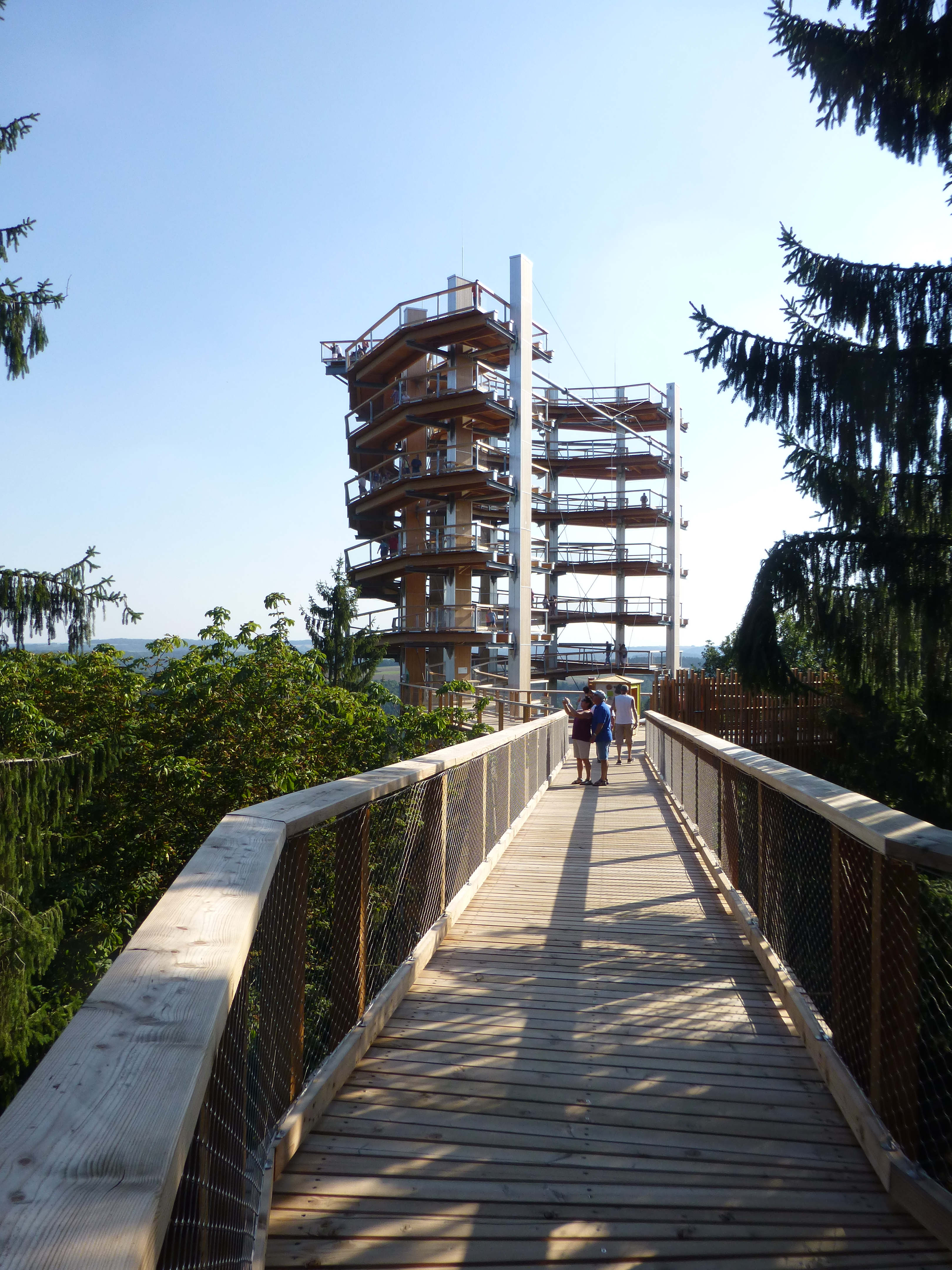
Blick auf den "Baumwipfelpfad Saarschleife"
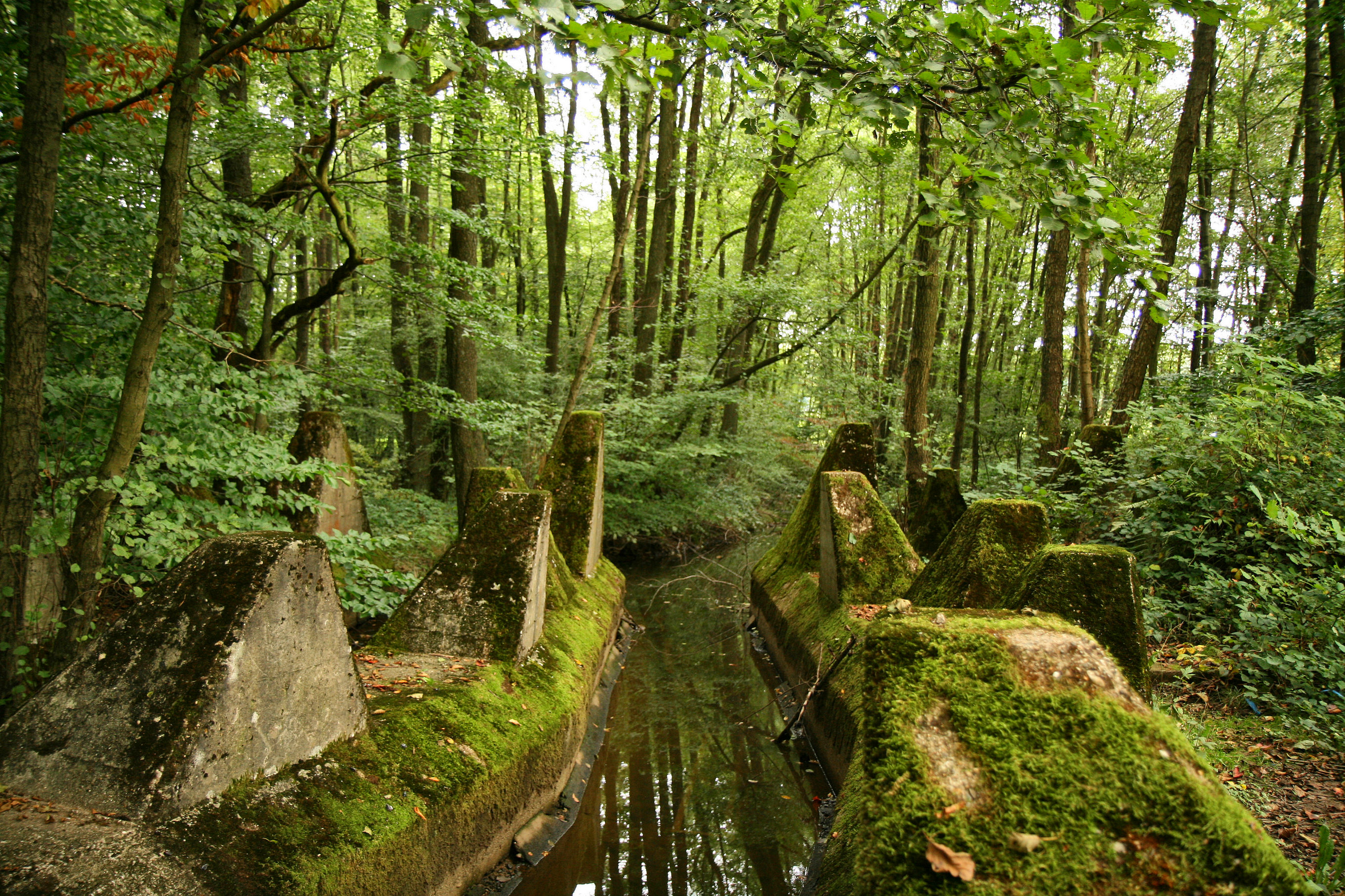
Höckerlinie des Orscholzriegels an der Ziegelei zwischen Orscholz und Oberleuken.